# Musée national des Arts d'Afrique et d'Océanie
Musée national des Arts d'Afrique et d'Océanie ("Nationalmuseet för konst från Afrika och Oceanien") var ett museum som låg i Palais de la Porte Dorée i utkanten av Bois de Vincennes i 12:e arrondissementet i Paris.
Museet grundades som Exhibition coloniale internationale 1931. Det bytte 1935 namn till Musée de la France d'Outre-mer samt åter 1960 till Musée des Arts africains et océaniens. Slutligen 1990 fick det namnet Musée national des Arts d'Afrique et d'Océanie.
År 2003 sammanslogs museets samlingar till Musée du quai Branly, och i dess tidigare lokaler i Palais de la Porte Dorée inryms idag Cité nationale de l'histoire de l'immigration. Museets tidigare tropiska akvarium finns kvar i källaren till Palais de la Porte Dorée och är öppet för allmänheten.